# Dickson Agyeman
Pour les articles homonymes, voir Agyeman.
Dickson Agyeman est un joueur de football belge né le 14 septembre 1985 à Anvers.
Originaire du Ghana, Dickson Agyeman a joué comme milieu défensif dans les équipes de jeunes de Berchem Sport de 1995 à 1999 et au Germinal Beerschot de 1999 à 2003. Il est alors intégré au noyau professionnel de l'équipe, qu'il quitte en 2007 pour rejoindre le club néerlandais du FC Eindhoven où il reste deux saisons.
En été 2009, il est transféré au RAEC Mons. Il ne parvient pas à s'imposer dans le Hainaut et quitte le club en 2011 pour rejoindre le club finlandais du FF Jaro. En 2013 Il revient sur la terre de ses débuts au K Berchem Sport

## Palmarès
- Vainqueur de la Coupe de Belgique en 2005 avec le KFC Germinal Beerschot